# بانکو دسیو
بانکو دسیو (انگلیسی: Banco di Desio) شرکت خدمات مالی و بانکداری ایتالیایی است، که در سال ۱۹۰۹ تأسیس شد.